# Championnat d'Argentine de football 1937
Navigation
Saison précédente Saison suivante
La saison 1937 du Championnat d'Argentine de football était la 7e édition professionnelle de la première division argentine. Le championnat rassemble les 18 meilleures équipes du pays au sein d'une poule unique, où chaque club rencontre tous ses adversaires 2 fois. Les 2 derniers du classement sont relégués en fin de saison et remplacés par le vainqueur du championnat de Segunda División.
C'est le club de River Plate, champion d'Argentine en titre, qui termine en tête du championnat et remporte le 5e titre de champion d'Argentine de son histoire.

## Les 18 clubs participants
| \| Buenos Aires La Plata \| Villes représentées lors de la saison 1937 |
| Buenos Aires La Plata                                                  |

- Boca Juniors
- San Lorenzo de Almagro
- Estudiantes (La Plata)
- River Plate
- Racing Club
- Independiente
- Chacarita Juniors
- Lanús
- Tigre
- Huracán
- Velez Sarsfield
- Ferro Carril Oeste
- Argentinos Juniors
- Talleres (Remedios de Escalada)
- Gimnasia y Esgrima (La Plata)
- Platense
- Atlanta
- Quilmes

## Compétition

### Classement
Le classement est établi en utilisant le bareme suivant :
- Victoire : 2 points
- Match nul : 1 point
- Défaite, forfait ou abandon : 0 point

| Rang | Équipe                          | Pts | J  | G  | N | P  | Bp  | Bc  | Diff |
| ---- | ------------------------------- | --- | -- | -- | - | -- | --- | --- | ---- |
| 1    | River Plate T                   | 58  | 34 | 27 | 4 | 3  | 106 | 43  | +63  |
| 2    | Independiente                   | 52  | 34 | 25 | 2 | 7  | 106 | 54  | +52  |
| 3    | Boca Juniors                    | 45  | 34 | 20 | 5 | 9  | 101 | 57  | +44  |
| 4    | Racing Club                     | 40  | 34 | 16 | 8 | 10 | 87  | 65  | +22  |
| 5    | Vélez Sársfield                 | 40  | 34 | 18 | 4 | 12 | 63  | 58  | +5   |
| 6    | San Lorenzo de Almagro          | 39  | 34 | 15 | 9 | 10 | 70  | 62  | +8   |
| 7    | Huracán                         | 38  | 34 | 17 | 4 | 13 | 82  | 62  | +20  |
| 8    | Gimnasia y Esgrima (La Plata)   | 37  | 34 | 16 | 5 | 13 | 68  | 60  | +8   |
| 9    | Ferro Carril Oeste              | 35  | 34 | 15 | 5 | 14 | 78  | 79  | -1   |
| 10   | Estudiantes (La Plata)          | 34  | 34 | 13 | 8 | 13 | 63  | 64  | -1   |
| 11   | Atlanta                         | 31  | 34 | 12 | 7 | 15 | 61  | 66  | -5   |
| 12   | Platense                        | 31  | 34 | 12 | 7 | 15 | 61  | 67  | -6   |
| 13   | Lanús                           | 31  | 34 | 13 | 5 | 16 | 68  | 79  | -11  |
| 14   | Chacarita Juniors               | 29  | 34 | 10 | 9 | 15 | 63  | 76  | -13  |
| 15   | Talleres (Remedios de Escalada) | 26  | 34 | 10 | 6 | 18 | 60  | 88  | -28  |
| 16   | Tigre                           | 25  | 34 | 11 | 3 | 20 | 62  | 84  | -22  |
| 17   | Argentinos Juniors              | 11  | 34 | 4  | 3 | 27 | 44  | 111 | -67  |
| 18   | Quilmes                         | 10  | 34 | 3  | 4 | 27 | 42  | 110 | -68  |

|  | Champion d'Argentine 1937      |
|  | Relégation en Segunda División |
|  | T : Tenant du titre            |

## Bilan de la saison
| Tableau d'Honneur                   |             |
| Compétition                         | Vainqueur   |
| Championnat d'Argentine de football | River Plate |

| Promotions et relégations    |                            |
| Promu en Primera Division    | Almagro                    |
| Relégués en Segunda Division | Argentinos Juniors Quilmes |